# Edward John Dent

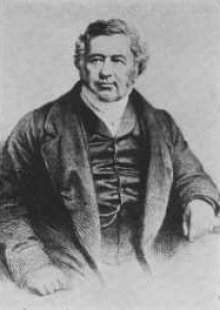
Edward John Dent (1790–1853)

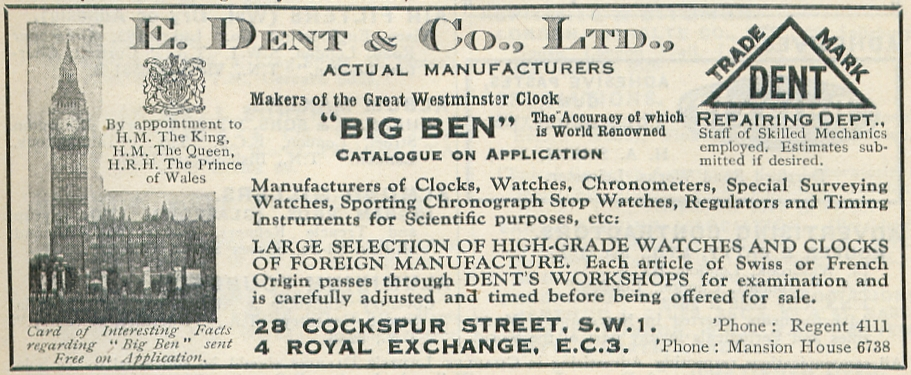
Firmenreklame E. Dent & Co. Ltd., um 1930

Edward John Dent (* 19. August 1790 in London; † 8. März 1853 ebenda) war ein englischer Uhrmacher und Gründer der gleichnamigen Firma.

## Leben
Zunächst absolvierte Dent eine Wachszieherlehre. Seit 1810 lernte er das Uhrmacherhandwerk bei Richard Rippon. Zwischen 1815 und 1830 arbeitete er bei Benjamin Louis Vulliamy und bei Paul Philipp Barraud. Danach ging er unter der Firma Arnold & Dent eine Partnerschaft mit John Roger Arnold ein. Im August 1829 gewann er den ersten Preis für seinen Chronometer Nummer 114 beim Seventh Annual Trial of Chronometers.
Am 30. September 1840 machte sich Dent in London selbständig. Er fertigte Taschenchronometer und Chronometer für die Marine. Die Beagle war 1831 mit einem seiner Chronometer ausgestattet. Hinzu kam die Herstellung von technisch anspruchsvollen Taschenuhren, Pendel- und Turmuhren. Seine Uhren zeichneten sich durch hohe Ganggenauigkeit aus. Dent veröffentlichte zahlreiche Aufsätze und forschte im Bereich der magnetischen Einflüsse auf Uhren. Er war Inhaber zahlreicher Patente. Im Juli 1843 heiratete er die Witwe Rippons, Elizabeth Rippon, die vier Kinder mit in die Ehe brachte.
Zusammen mit Edmund Beckett Denison fertigte Dent ab 1843 die Turmuhr des alten Gebäudes der Londoner Börse. Mit diesem zusammen erhielt er auch den Auftrag für die Turmuhr des Palace of Westminster. Allerdings verstarb er, bevor er den Auftrag ausführen konnte. Frederick Rippon Dent stellte die Uhr des Big Ben 1854 fertig.
Zwei seiner Stiefsöhne, Frederick und Richard Rippon Dent, haben sein Werk in der Firma E. Dent & Co. Ltd. weitergeführt, welche bis 1966 produzierte.

## Schriften
- On the errors of chronometers an explanation of a new construction of the compensation balance